# Protea magnifica
Protea magnifica är en tvåhjärtbladig växtart som beskrevs av Gábor Gabriel Andreánszky. Protea magnifica ingår i släktet Protea och familjen Proteaceae. Inga underarter finns listade i Catalogue of Life.